# Frédéric-Auguste Bartholdi

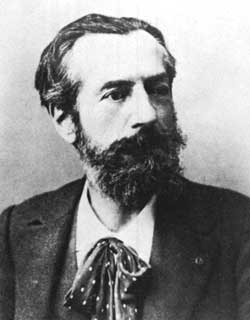
Auguste Bartholdi, Bildhauer und Erschaffer der Freiheitsstatue (1898)

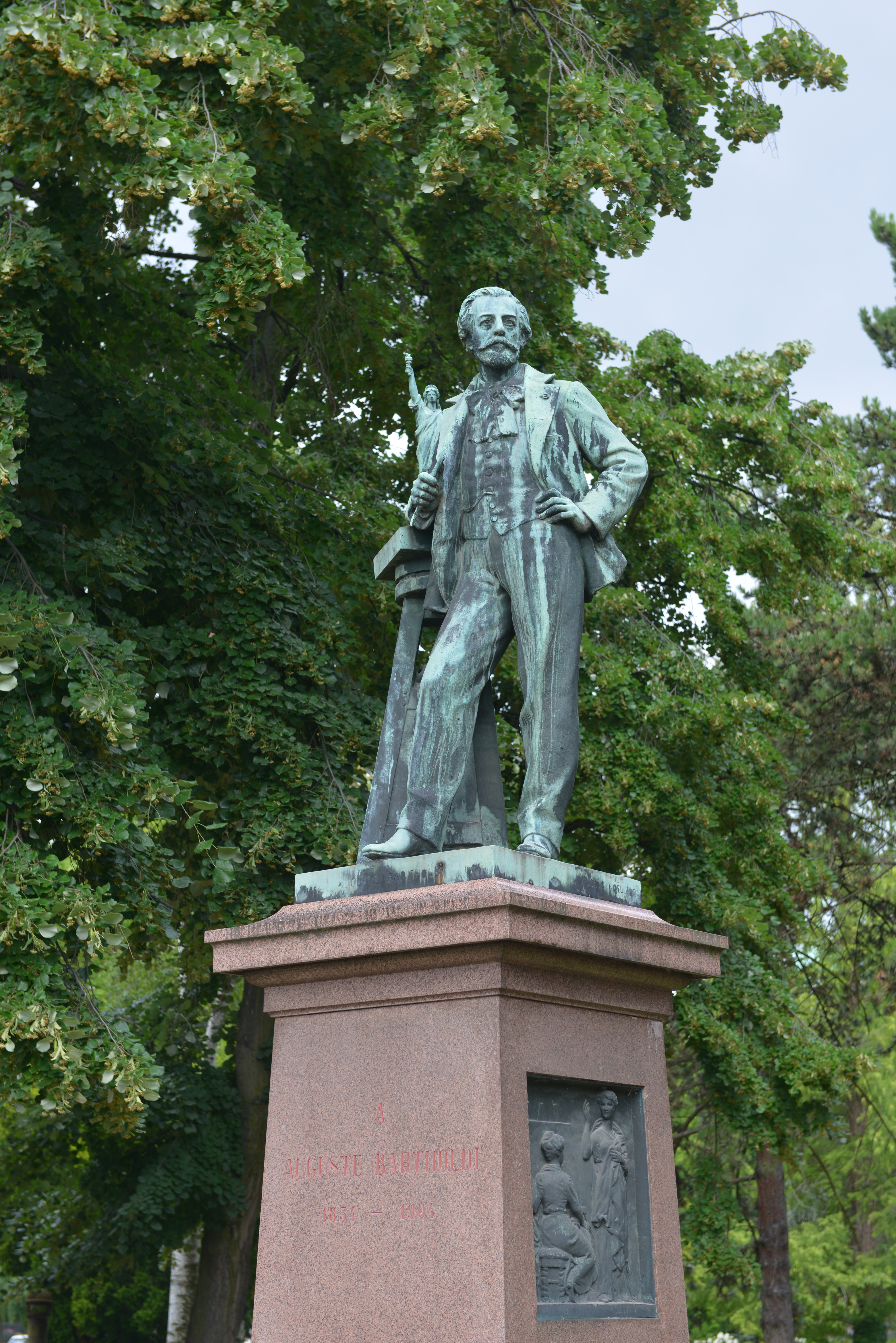
Statue zu Ehren von Bartholdi in Colmar, neben ihm eine kleine Freiheitsstatue

Frédéric-Auguste Bartholdi, genannt Auguste Bartholdi (* 2. August 1834 in Colmar; † 4. Oktober 1904 in oder bei Paris) war ein französischer Bildhauer.
Bartholdis bekanntestes Werk ist die Freiheitsstatue auf Liberty Island, New York, die ursprünglich Bartholdi-Statue hieß. Bartholdi ist auch der Schöpfer des Löwen von Belfort, einer 11 Meter hohen und 22 Meter langen Steinskulptur und Wahrzeichen der Stadt Belfort.

## Leben

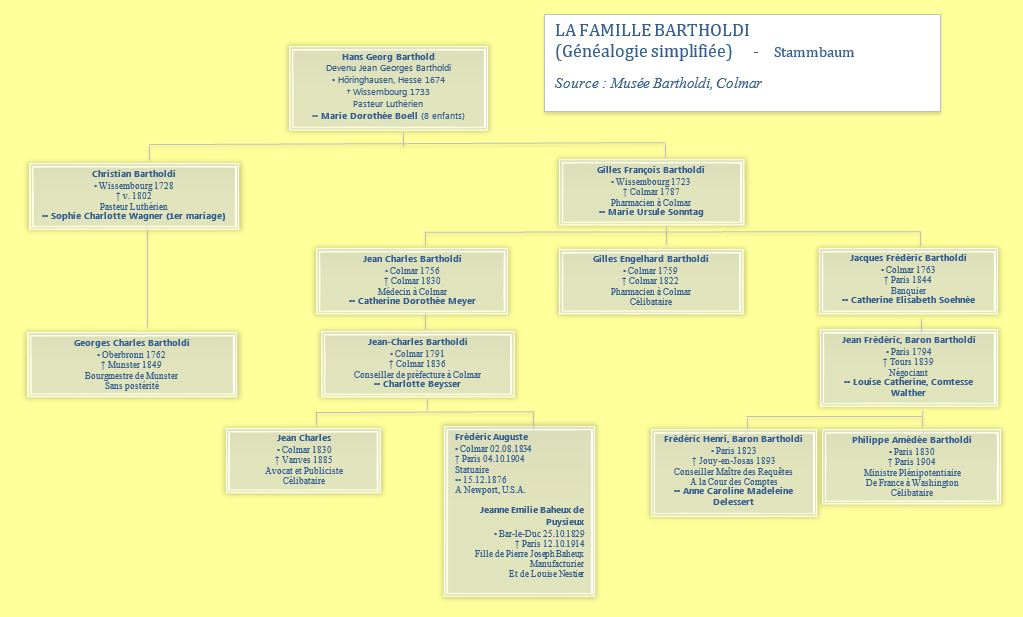
Genealogie der Familie Bartholdi

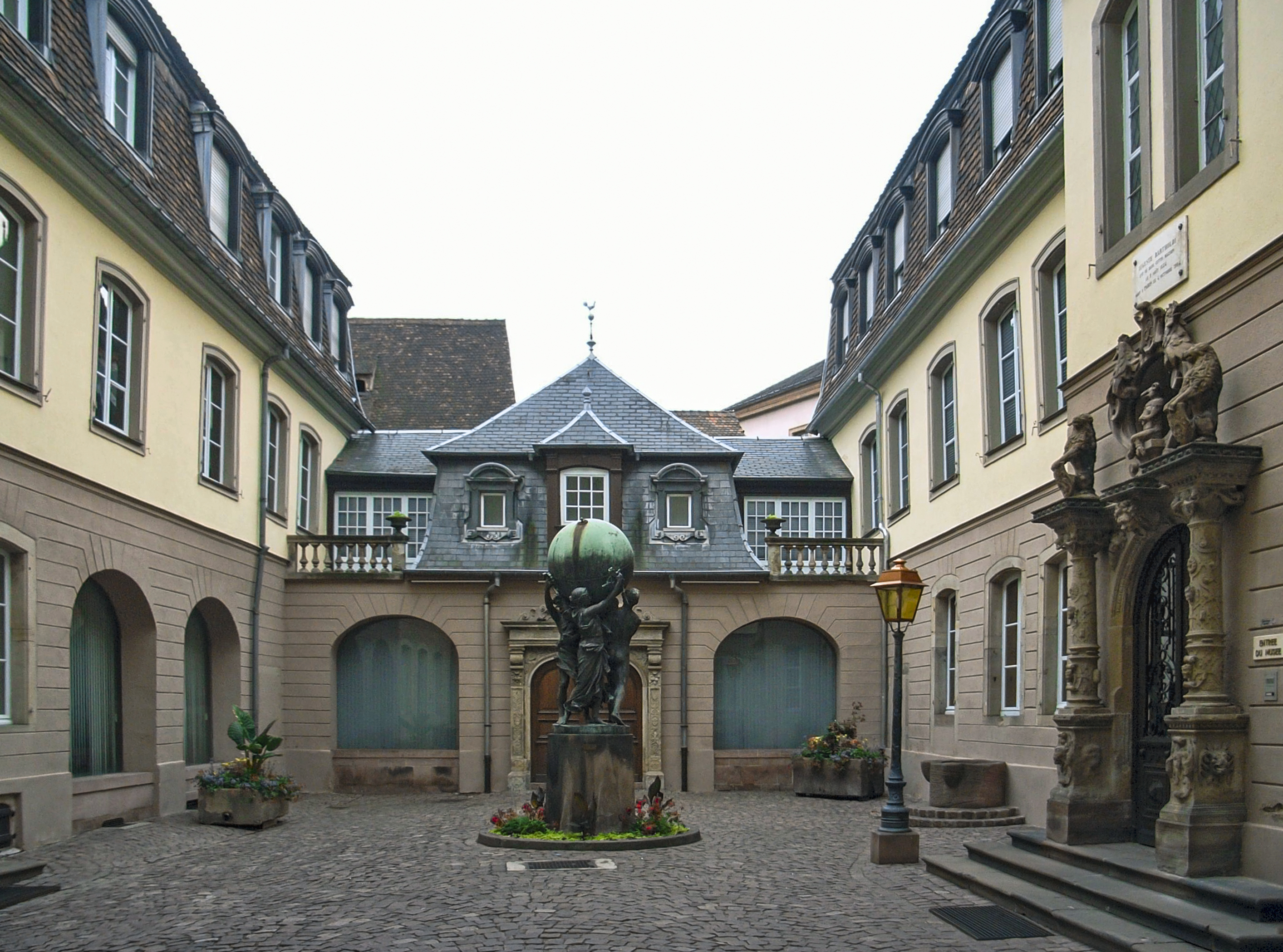
Das Geburtshaus Bartholdis in Colmar wurde in ein Museum umgewandelt

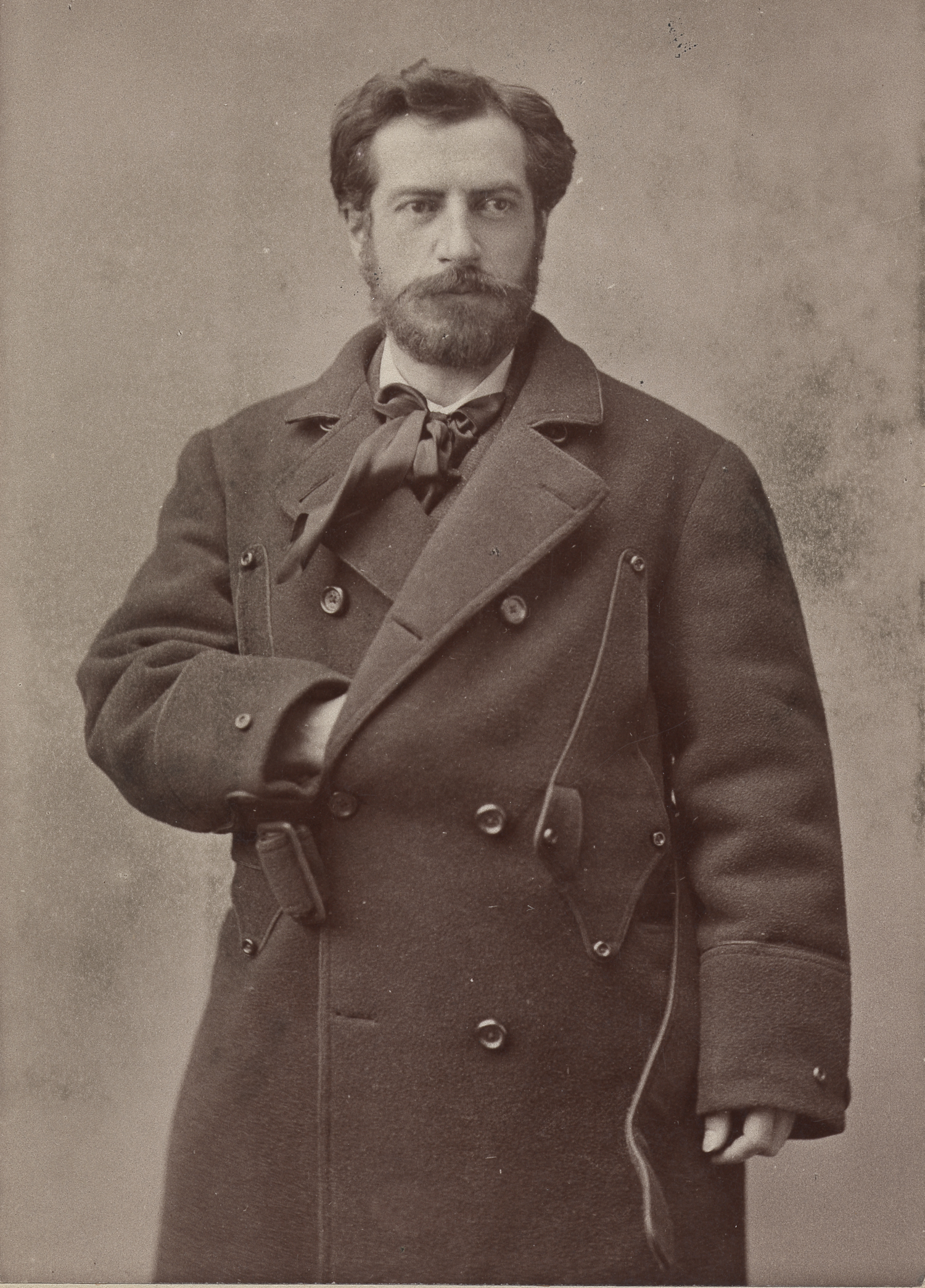
Auguste Bartholdi auf einer Fotografie von Napoleon Sarony aus dem Jahr 1880

Seine Familie stammte ursprünglich nicht – wie oft genannt – aus Oberitalien, sondern aus Süddeutschland, unter dem Namen „Barthold“. Als die Familie ins Elsass zog, änderte sich der Name von „Barthold“ in „Bartholdy“ oder „Bartholdi“. Als Sohn eines „Conseiller de préfecture“ war Bartholdi Mitglied einer wohlhabenden Familie. Nach dem Tod des Vaters 1836 siedelte die Mutter Charlotte mit ihren zwei Söhnen gegen 1843 nach Paris um, wo er von dem damals bekannten Künstler Ary Scheffer Mal- und Zeichenunterricht erhielt. 1850 mietete ihm seine Mutter einen Platz zum Arbeiten im Atelier von Eugène Dock (1827–1890), wo er weitere Künstler kennenlernte: François-Emile (Fritz) Ehrmann, Eugène Gluck, Théophile Schuler und Jean-Jacques Henner.
Schon früh entdeckte er seine Liebe zur Bildhauerei. Im Alter von 19 Jahren schuf er den Barmherzigen Samariter, der auf der alljährlichen Pariser Kunstausstellung gezeigt wurde. Sein erstes großes Denkmal war eine über sieben Meter hohe Statue (inkl. Sockel) des napoleonischen Generals Jean Rapp (1856). Der endgültige Durchbruch, der ihn zu einem wohlhabenden Mann machte, gelang Bartholdi 1857 mit dem Gewinn einer Ausschreibung für einen gigantischen Brunnen in Bordeaux. Der Brunnenentwurf wurde jedoch von der Stadtverwaltung in Bordeaux als zu teuer abgelehnt, später von der Stadt Lyon angekauft und 1892 auf der dortigen Place des Terreaux realisiert.
Während seiner Ägyptenreise 1855–1856 erstellte er rund 100 Papiernegative und etwa 200 Zeichnungen. Fortan war er von dem Gedanken besessen, einen gewaltigen Leuchtturm in der Gestalt einer 28 Meter hohen, fackeltragenden Ägypterin über der nördlichen Einfahrt des Sueskanals thronen zu lassen. Jedoch schlugen alle seine Bemühungen fehl, den ägyptischen Vizekönig Ismail Pascha für dieses Vorhaben zu gewinnen.
Gegen 1874 wurde er in der Freimaurerloge Alsace-Lorraine in Paris initiiert.
Obwohl Bartholdi schon im Alter von zehn Jahren mit seiner Mutter aus Colmar weggezogen war, befinden sich viele seiner Werke dort.
1904 verstarb Bartholdi aus ungeklärter Ursache vermutlich in oder bei Paris.
Nach seinem Tod überschrieb seine Frau Jeanne-Émilie das Geburtshaus von Bartholdi der Stadt Colmar mit der Auflage nach ihrem Tod ein Museum darin zu eröffnen mit den Werken Bartholdis. Das Bartholdi-Museum wurde 1922 eröffnet.

## Werke

### Freiheitsstatue

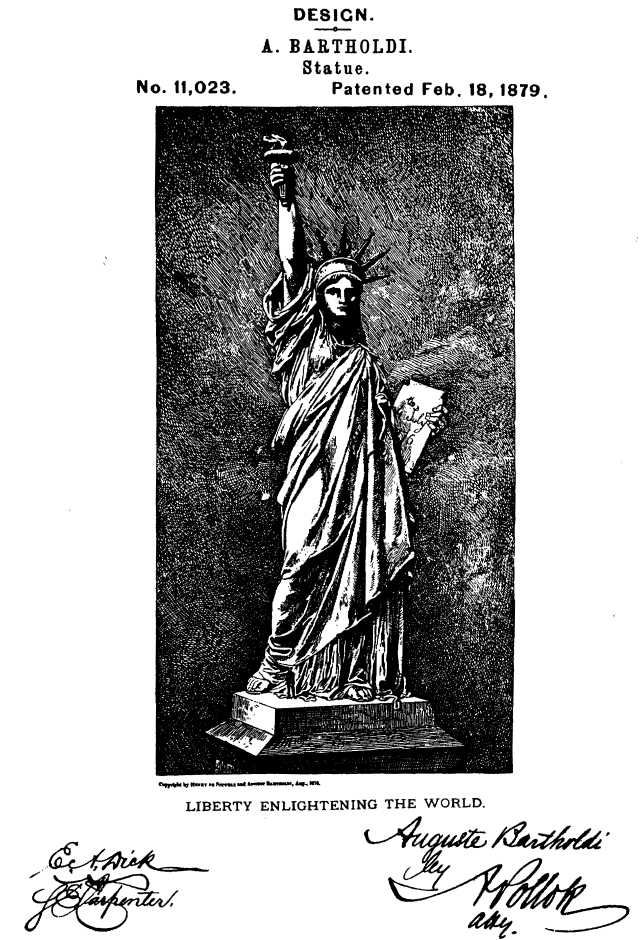
Bartholdis Designpatent für die spätere Freiheitsstatue in New York City (1879)

Für Bartholdis Pläne sollte sich es als glückliche Fügung erweisen, dass der republikanische Politiker Édouard René Lefebvre de Laboulaye (* 1811 in Paris; † 1883 in Paris), Verfasser einer dreibändigen Geschichte der USA, sich in den Kopf gesetzt hatte, zum hundertjährigen Jubiläum der amerikanischen Unabhängigkeitserklärung am 4. Juli 1876 eine großartige Gedenkstätte errichten zu lassen. Den Mitgliedern der von ihm gegründeten Union Franco-Américaine schwebte eine kolossale Statue vor, die alles zuvor Dagewesene übertreffen sollte. Bekanntes Mitglied der Union war unter anderem Henri Martin.
Fortan war es Bartholdis fixe Idee, diese Statue zu errichten, und er ließ sich auch von dem Krieg, den Frankreich Preußen am 19. Juli 1870 erklärte, und von anderen Hindernissen (z. B. Geldmangel) nicht von seinem Ziel abbringen. Ab 1875 entwarf und baute er verschiedene zwischen ein und elf Meter hohe Ton- und Gipsmodelle der amerikanischen Freiheitsstatue. Der geniale Ingenieur Maurice Koechlin, der mit Gustave Eiffel arbeitete, entwickelte ab 1879 ein ausgeklügeltes Trägersystem für das Monument, das alleine 127 Tonnen wiegt.
Im Sommer 1884 schließlich fand in Paris die Endmontage der aus 300 getriebenen Kupferplatten bestehenden Statue statt, bevor sie schließlich, zerlegt und verpackt in 200 Kisten an Bord des Dampfers Isère, als Geschenk des französischen Volkes an ihren Zielort Liberty Island gebracht wurde.
Am 28. Oktober 1886 wurde die Freiheitsstatue eingeweiht.
Eine Freiheitsstatue findet sich, allerdings in kleinerem Maßstab, unter anderem noch in Paris, Las Vegas, Bordeaux, Saint-Cyr-sur-mer, Lunel sowie seiner Heimatstadt Colmar. Seit 2014 steht eine weitere Freiheitsstatue in Nizza am Quai des Etats-Unis.

### Weitere Werke (Auswahl)
- 1855/56: General-Rapp-Denkmal, Frankreich, Colmar, Avenue de la République
- 1863: Martin-Schongauer-Denkmal, Frankreich, Colmar, Musée d’Unterlinden
- 1864: Admiral-Bruat-Denkmal (Kopie nach Bartholdi, 1958 aufgestellt, Original 1940 zerstört), Frankreich, Colmar, Champ de Mars
- 1865: Génie funèbre. Bronze, Frankreich, Colmar, Lycée Bartholdi
- 1866: Porträtbüste des Malers Gustave Jundt, Frankreich, Paris, Cimetière du Montparnasse
- 1869: Petit vigneron alsacien (Kleiner elsässischer Winzer), Frankreich, Colmar, Musée Bartholdi, Kopie an der Markthalle
- 1874: Vier Trompete blasende Engel, USA, Boston, Unierte Baptistenkirche
- 1875/80: Löwe von Belfort, Frankreich, Belfort (Wahrzeichen der Stadt)
- 1876: La-Fayette-Statue, USA, New York, Union Square
- 1878: Capitol-Brunnen, USA, Washington, Bartholdi Park, Bartholdi Fountain
- 1882: Denkmal für Rouget de Lisle, den Schöpfer der Marseillaise, in Lons-le-Saunier
- 1888: Roesselmann-Brunnen, Frankreich, Colmar, Place des Six montagnes noires
- 1891/94: Gustave-Adolphe Hirn-Denkmal, Frankreich, Colmar, Square Hirn, Boulevard du Champ de Mars
- 1891/95: Straßburger Denkmal, Schweiz, Basel
- 1892: Fontaine Bartholdi, Frankreich, Lyon, Place des Terreaux
- 1897/98: Schwendi-Brunnen, Frankreich, Colmar, Place de l’Ancienne douane
- 1899: Statue Geflügelte Viktoria, Schweiz, Birr, Kt. Aargau, neben der reformierten Kirche (Andenken an die 22 verstorbenen Soldaten der Bourbaki-Armee in Schinznach-Bad)
- 1901/02: Les grands soutiens du monde. Frankreich, Colmar, Musée Bartholdi
- 1902: Tonnelier alsacien (Elsässischer Böttcher), Frankreich, Colmar, Maison des Têtes, 19 rue des Têtes
- 1902: Les Grands Soutiens du monde (Die großen Stützen der Welt), Frankreich, Colmar, Hof des Bartholdi-Museums
- 1903: Vercingetorix-Denkmal, Frankreich, Clermont-Ferrand
- Weitere Werke in Colmar:
  - Das Grabmal der 1870 gefallenen Nationalgardisten Voulminot, Wagner und Linck (1872), Friedhof Ladhof;
  - Vier allegorische Statuen: Orfévrerie. Étude, Gravure und Peinture, Colmar, Musée Bartholdi
- Weitere Werke:
  - Denis Diderot Statue, Langres

## Prix Bartholdi
Seit 2001 wird in der Oberrheinregion der nach dem Bildhauer benannte Prix Bartholdi verliehen.

## Galerie

Freiheitsstatue vor New York
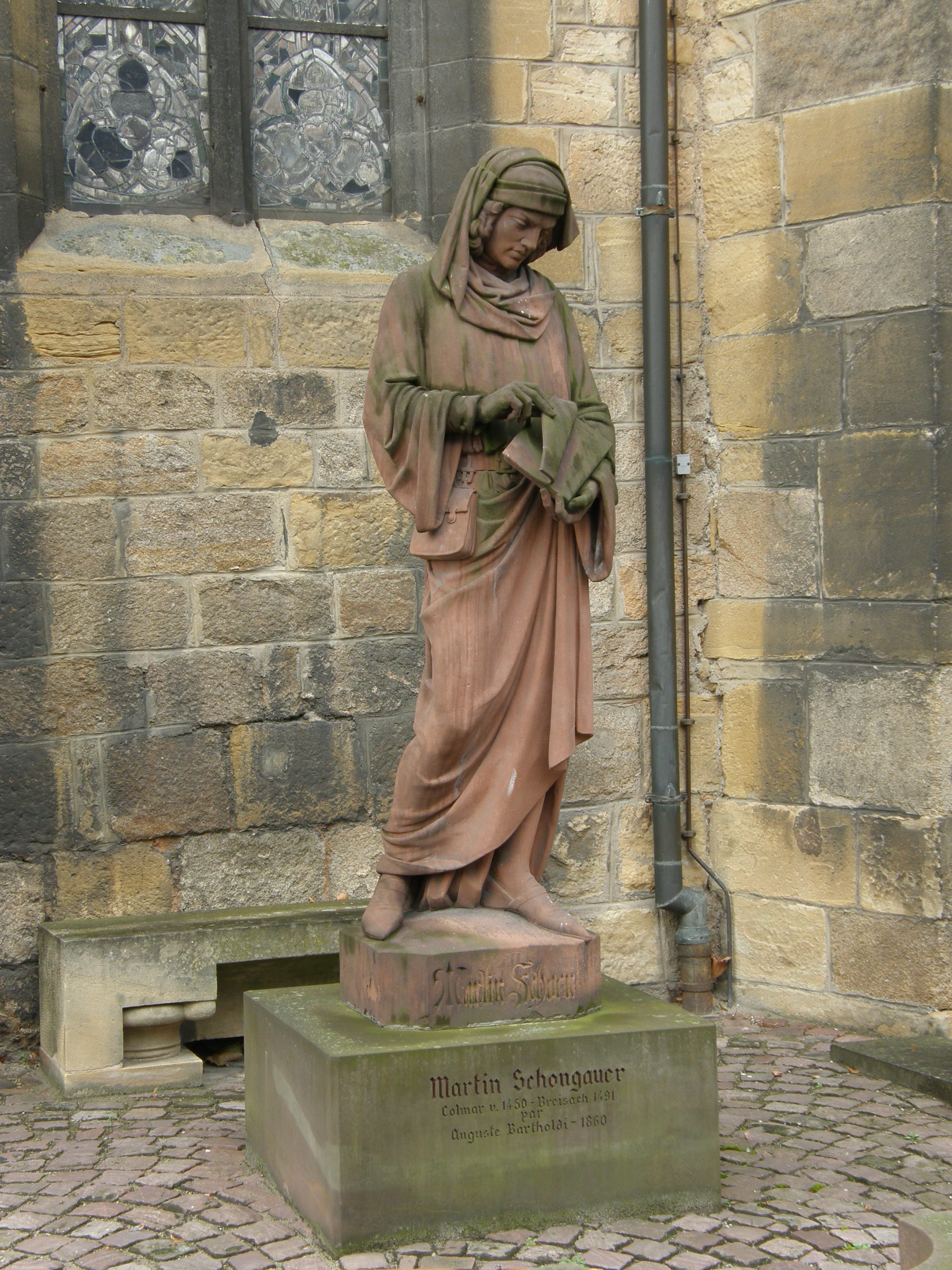
Statue von Martin Schongauer
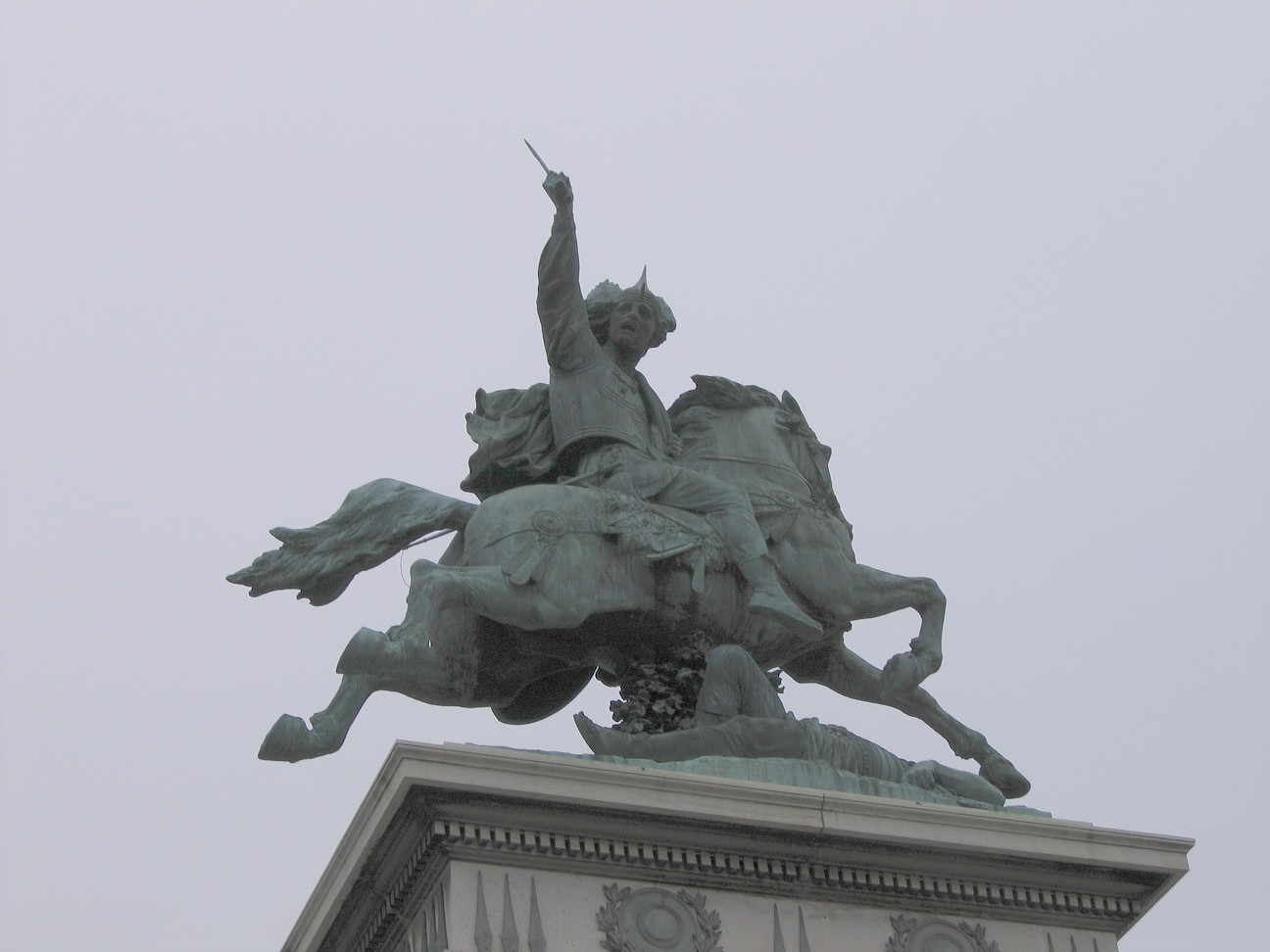
Vercingetorix-Denkmal in Clermont-Ferrand
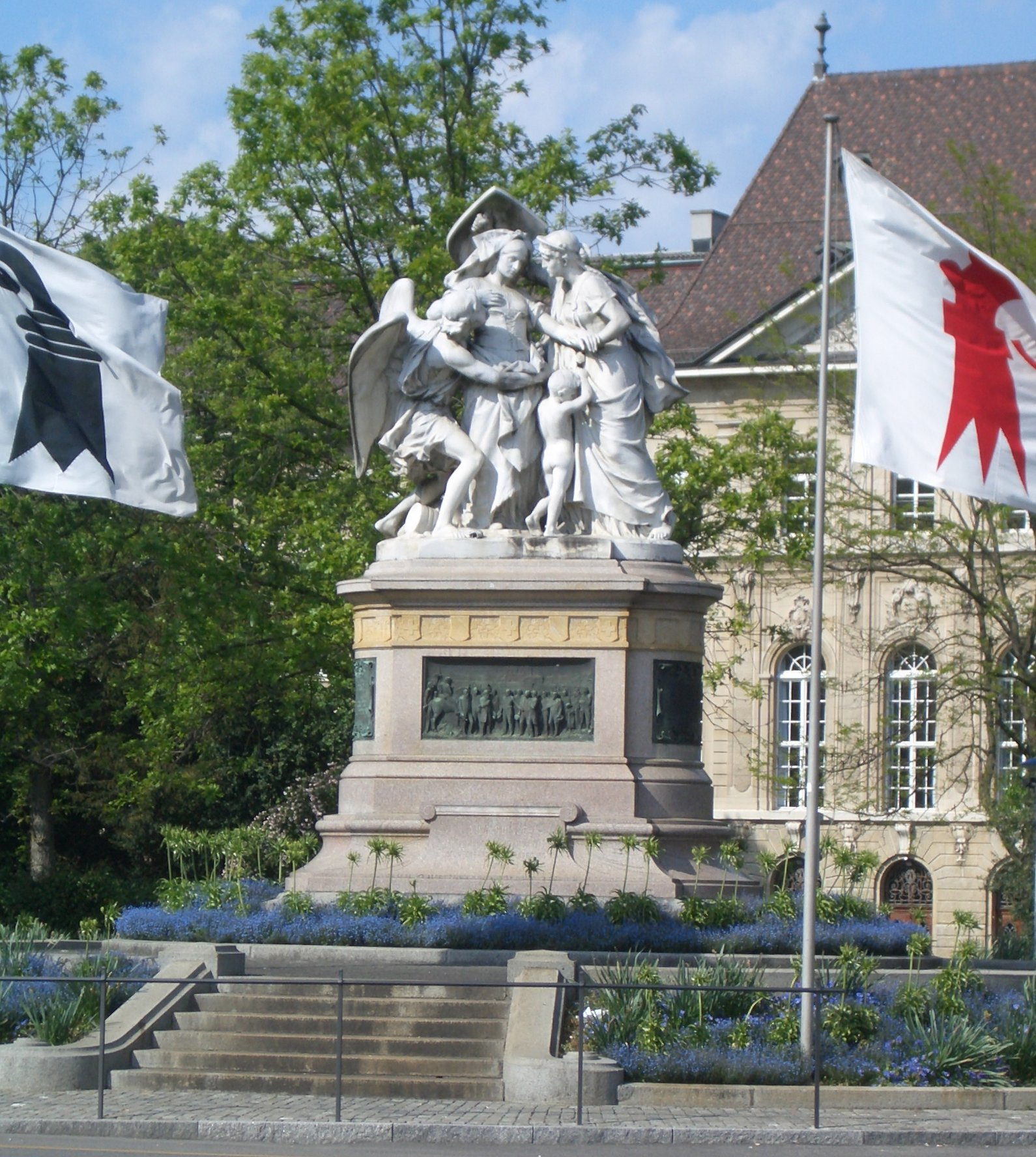
Strassburger Denkmal, Basel
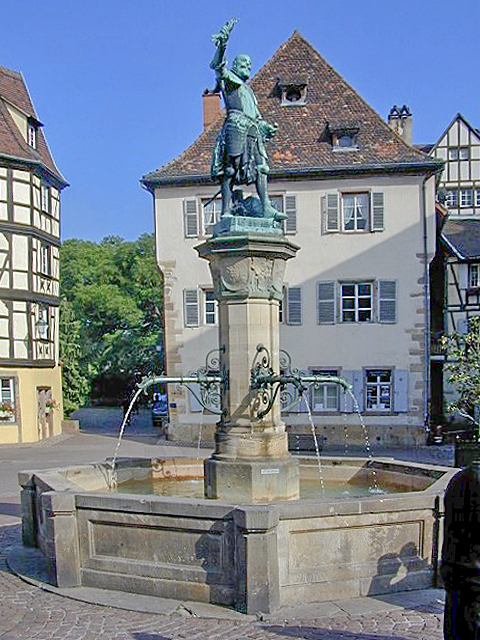
Schwendi-Brunnen, Colmar
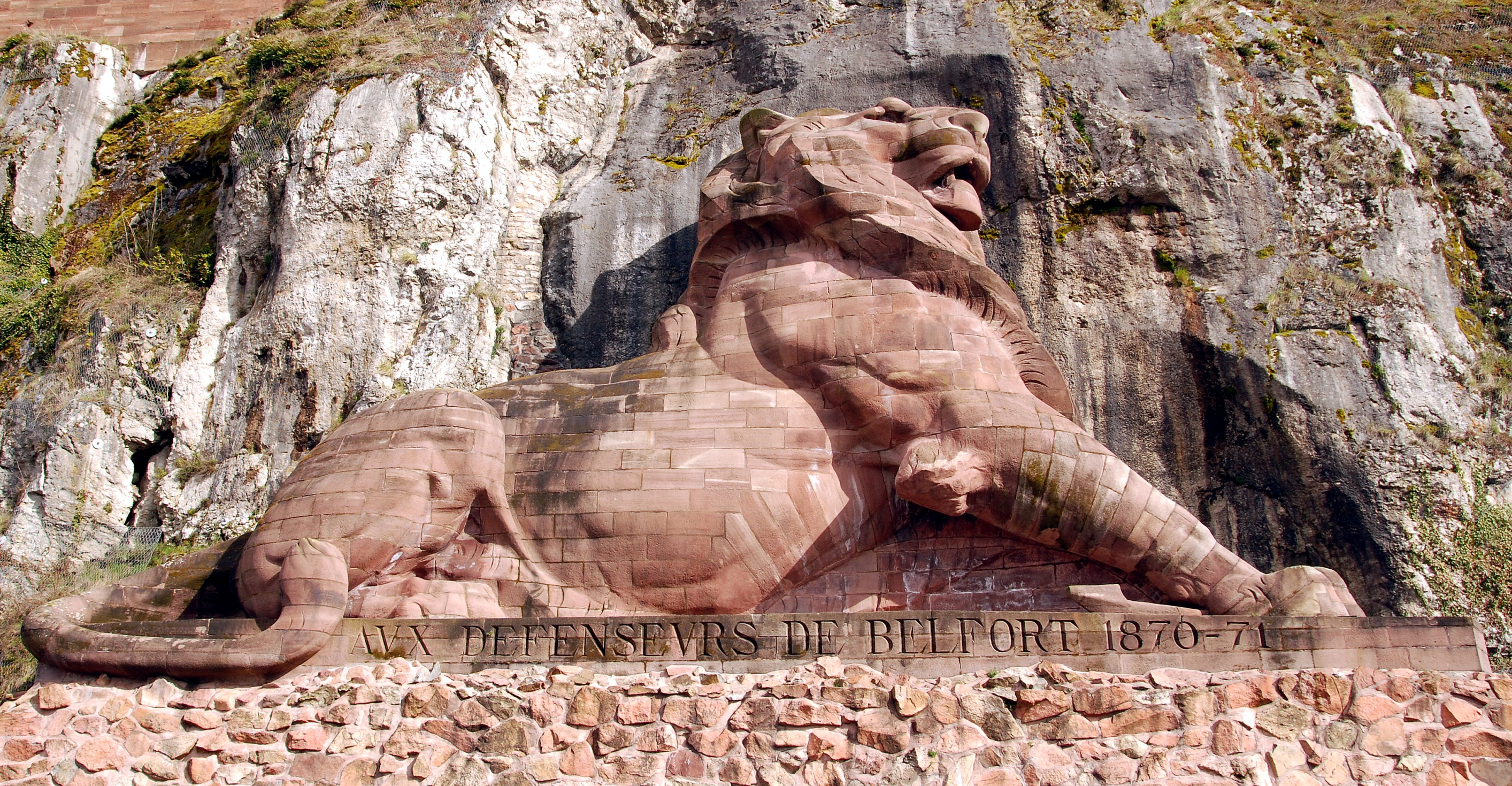
Der Löwe von Belfort
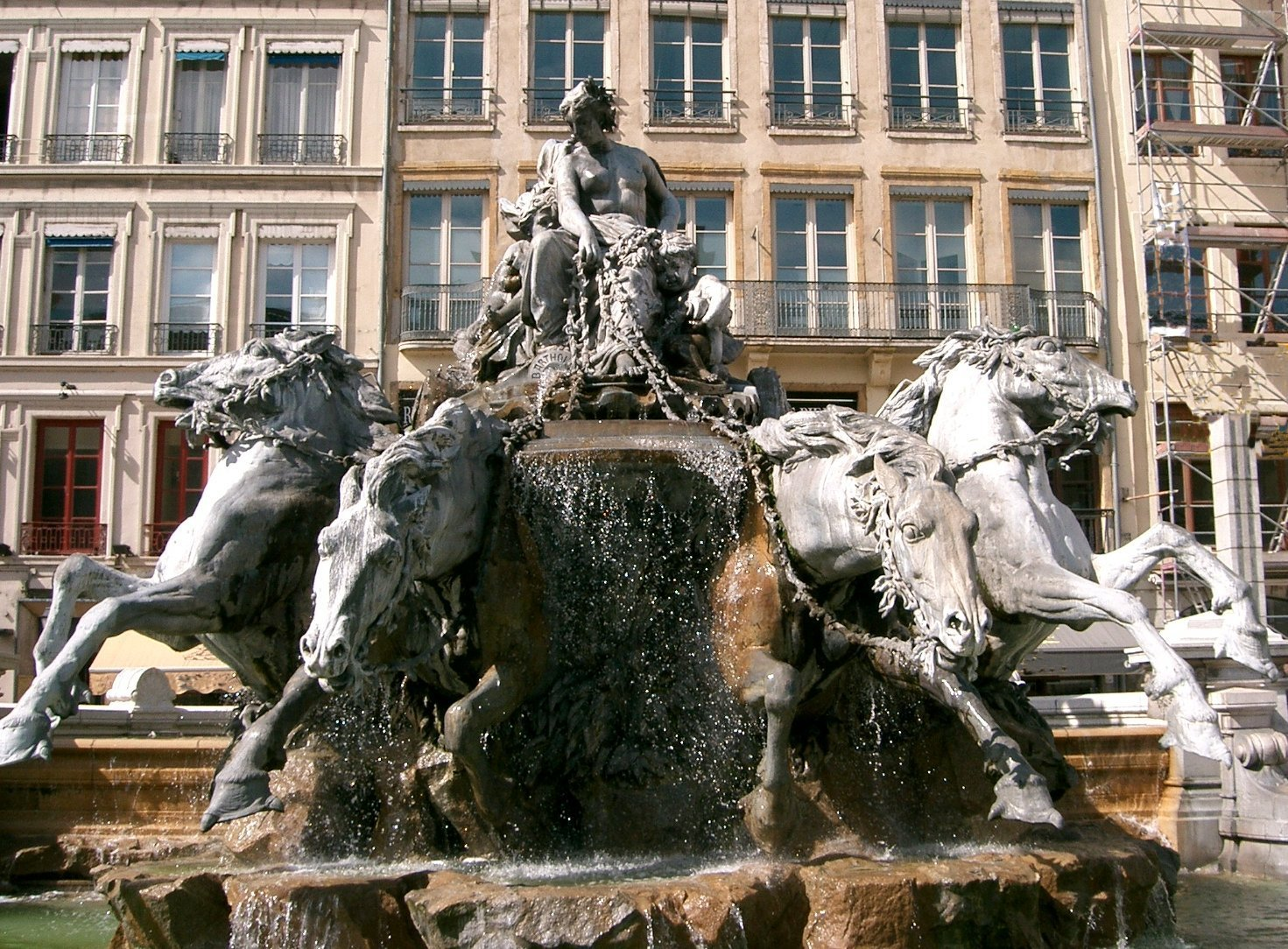
Der Bartholdi-Brunnen, Lyon
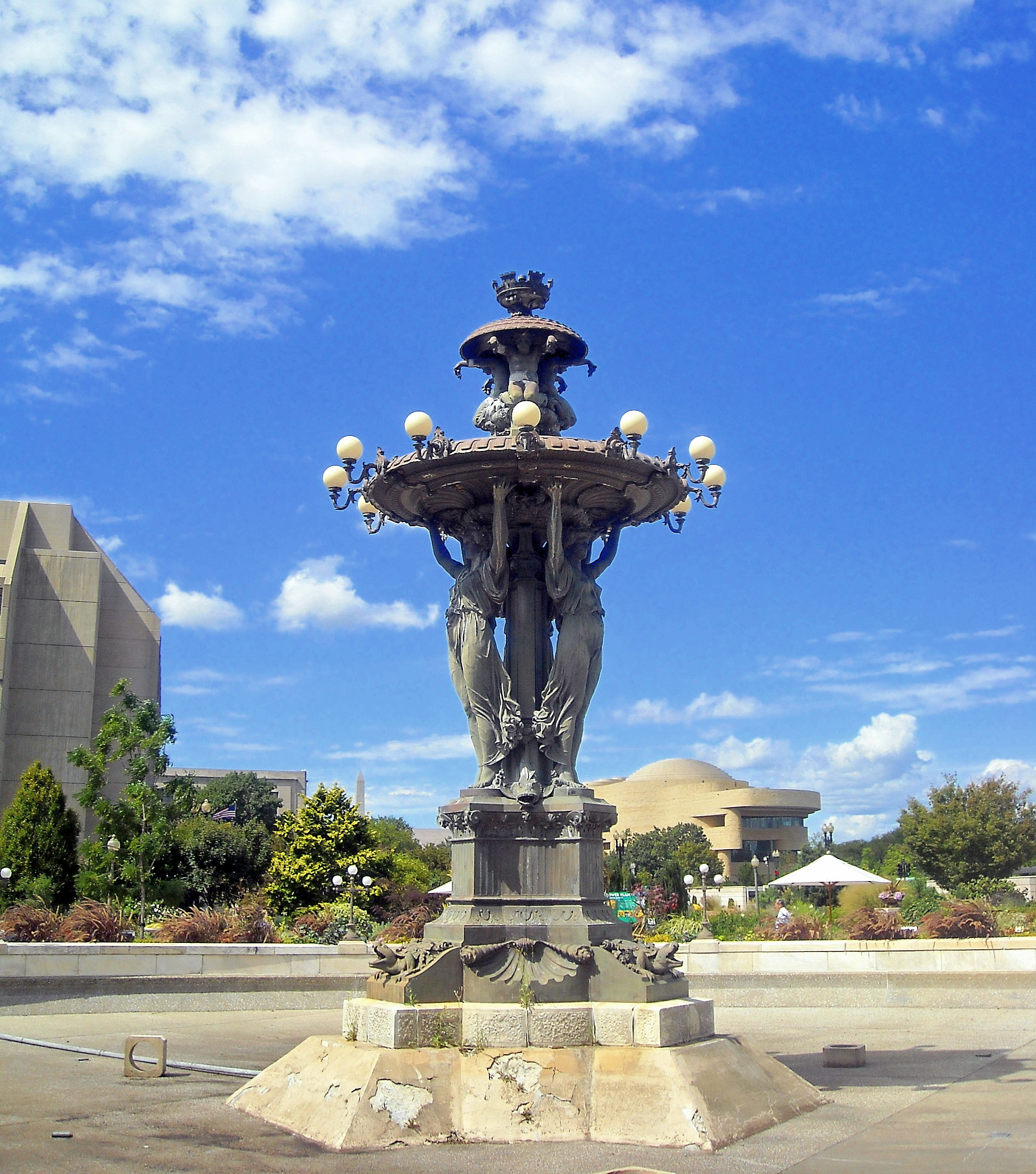
Bartholdi Fountain Washington, D.C.